# Sommerkeller (Ellingen)
Sommerkeller ist ein Gemeindeteil der Stadt Ellingen im Landkreis Weißenburg-Gunzenhausen (Mittelfranken, Bayern). Sommerkeller liegt in der Gemarkung Ellingen.

## Lage
Die Einöde Sommerkeller liegt östlich der Bundesstraße 2 und der Schwäbischen Rezat, rund 1,5 Kilometer nördlich von Ellingen. Der Ort liegt am Rande eines Waldes. Östlich liegen Karlshof und Kammhof. Nördlich verläuft die Grenze zur Gemeinde Höttingen.

## Baudenkmäler
Einziges Baudenkmal ist ein zweigeschossiger Zweiflügelbau mit Walmdach aus der zweiten Hälfte des 18. Jahrhunderts. Heute wird es als Restaurant genutzt. Daneben hat die Ellinger Schützengesellschaft Eintracht Germania ihr Vereinsheim.